# 1953 a sportban
1953 főbb sporteseményei a következők voltak:

## Események

### Határozott dátumú események
- november 25. – A magyar labdarúgó Aranycsapat a londoni Wembley Stadionban 6:3 arányban legyőzi a hazai pályán 90 éve veretlen angol válogatottat.

### Határozatlan dátumú események
- A Formula–1-es világbajnokságon Alberto Ascari megszerzi második elsőségét.
- Asztalitenisz-világbajnokság Bukarestben. Farkas Gizella és a magyar férfi csapat aranyérmet szerez.
- Birkózó-világbajnokság Nápolyban.
- Öttusa-világbajnokság Rocas Santo Domingóban. Benedek Gábor megszerzi a sportág első magyar világbajnoki címét.
- Vívó-világbajnokság Brüsszelben. A magyar csapat három aranyérmet nyer.
- Férfi kosárlabda-Európa-bajnokság Moszkvában.
- Téli főiskolai világbajnokság Bécsben. A Szöllősi Éva–Vida Gábor műkorcsolyázó páros aranyérmet nyer.
- Elhuny Mijagi Csódzsun, a Goju-Ryu Karate megalapítója.
- A Vörös Lobogó (MTK) nyeri az NB1-et. Ez a klub 17. bajnoki címe.

## Születések
- január 1. – Schulteisz Gyula, magyar labdarúgó, hátvéd († 2019)
- január 4. – Norberto Alonso, világbajnok argentin válogatott labdarúgó
- január 20. – John Robertson, skót válogatott labdarúgó, edző
- január 25. – Dražen Mužinić, horvát labdarúgó
- február 13. – František Štambachr, olimpiai- és Európa-bajnok csehszlovák válogatott labdarúgó
- március 1.
  - Laurie Craker, angol labdarúgó és edző († 2020)
  - Rolf Danneberg, olimpiai bajnok német atléta
- március 8. – Larry Murphy, Memorial-kupa, Kanada-kupa és Stanley-kupa-győztes, világbajnoki ezüstérmes kanadai válogatott jégkorongozó, Hockey Hall of Fame-tag
- március 11. – Bölöni László, magyar labdarúgó, edző
- március 12. – Nédzsíb Gommíd, tunéziai válogatott labdarúgó
- március 23. – Ivica Šurjak, horvát labdarúgó
- március 25. – Hrísztosz Ardízoglu, görög válogatott labdarúgó
- április 1. – Pavol Biroš, Európa-bajnok csehszlovák válogatott szlovák labdarúgó
- április 8.
  - Háled Kászmí, tunéziai válogatott labdarúgó
  - Oscar Alberto Ortiz, világbajnok argentin válogatott labdarúgó
- április 12. – Bernard Tchoullouyan, világbajnok és olimpiai bronzérmes francia cselgáncsozó († 2019)
- április 17. – Ionuț Popa, román labdarúgó, edző († 2020)
- április 18. – Blake Dunlop, Calder-kupa-győztes kanadai jégkorongozó
- április 26. – Glenn Goldup, kanadai jégkorongozó
- április 27. – Ridá ál-Lúze, tunéziai válogatott labdarúgó
- április 30. – Jiří Sloup, csehszlovák válogatott cseh labdarúgó († 2017)
- május 2. – Elisabeta Turcu, román szertornász, olimpikon
- május 3. – Gillian Rolton, olimpiai bajnok ausztrál lovas († 2017)
- május 23. – Enzo Trossero, argentin válogatott labdarúgó, edző
- május 25. – Foltán László, olimpiai és világbajnok magyar kenus
- május 31. – Stuart Kennedy, skót válogatott labdarúgó
- június 12. – Nédzsíb Limám, tunéziai válogatott labdarúgó
- június 15. – Szabirzsan Szabitovics Ruzijev, szovjet színekben világbajnok, olimpiai ezüstérmes kirgiz tőrvívó
- június 19. – Jean-Michel Martin, belga autóversenyző
- július 5. – John Holland, máltai válogatott labdarúgó
- július 8. – Kocsis Ferenc, olimpiai, világ- és Európa-bajnok magyar bajnok birkózó
- július 9.
  - Lennart Larsson, svéd válogatott labdarúgó
  - Randy MacGregor, kanadai jégkorongozó
- július 10. – Uwe Bracht, német labdarúgó, középpályás († 2016)
- július 12. – Perivaldo Dantas, brazil válogatott labdarúgó, hátvéd († 2017)
- július 19. – René Houseman, világbajnok argentin válogatott labdarúgó († 2018)
- július 20. – Ladislav Jurkemik, Európa-bajnok csehszlovák válogatott szlovák labdarúgó, edző
- július 21. – Harald Nickel, nyugatnémet válogatott német labdarúgó, csatár († 2019)
- július 25. – Biff Pocoroba, amerikai baseballjátékos († 2020)
- július 26. – Willi Melliger, olimpiai ezüstérmes svájci lovas, díjugrató († 2018)
- augusztus 2. – Mike Clarke, kanadai jégkorongozó
- augusztus 4. – Hasse Borg, svéd válogatott labdarúgó
- augusztus 8. – Nigel Mansell, angol autóversenyző
- augusztus 19. – Julio Rubiano, kolumbiai országútikerékpár-versenyző, olimpikon († 2019)
- augusztus 21. – Tom Colley, kanadai jégkorongozó († 2021)
- augusztus 27. – Weimper István, magyar válogatott labdarúgó, csatár
- augusztus 30. – Bruno Graf, svájci labdarúgó († 2020)
- szeptember 3. – Mohtár Náílí, tunéziai válogatott labdarúgókapus
- szeptember 4. – Fatih Terim, török válogatott labdarúgó, UEFA-kupa győztes edző
- szeptember 17. – Jan Möller, svéd válogatott labdarúgókapus
- szeptember 23. – Abd ál-Raúf Ben Azíza, tunéziai válogatott labdarúgó
- október 10. – Albert Rust, olimpiai és Európa-bajnok francia labdarúgó, kapus, edző
- október 24. – Christoph Daum, német labdarúgó, edző
- november 2. – Gerry Roufs, kanadai tengerész és szólóvitorlázó († 1997)
- november 7. – Aljakszandr Anatolevics Ramanykov, szovjet színekben olimpiai és tízszeres világbajnok orosz tőrvívó, edző, sportvezető
- november 8. – Jórgosz Firósz, görög válogatott labdarúgó, edző
- november 9. – Pintér József, sakkozó, nemzetközi nagymester, kétszeres magyar bajnok
- november 15. – Ali Kábí, tunéziai válogatott labdarúgó
- november 18. – Janusz Wójcik, lengyel labdarúgó, edző, politikus († 2017)
- november 25. – Herbert Breiteneder, osztrák raliversenyző († 2008)
- december 18. – Kevin Beattie, angol válogatott labdarúgó, hátvéd († 2018)

## Halálozások
- március 3. – James J. Jeffries, világbajnok amerikai nehézsúlyú ökölvívó (* 1875)
- március 7. – Knut Johansson, svéd olimpikon, kötélhúzó (* 1888)
- március 9. – Ole Iversen, olimpiai ezüstérmes norvég tornász (* 1884)
- március 11.
  - Jock Menefee, amerikai baseballjátékos (* 1868)
  - Fred Toney, World Series bajnok amerikai baseballjátékos (* 1888)
- március 22. – Christian Pedersen, olimpiai bajnok dán tornász (* 1889)
- március 28. – Jim Thorpe, olimpiai bajnok amerikai atléta, baseballjátékos, amerikaifutball-játékos, Pro Football Hall of Fame és College Football Hall of Fame-tag (* 1888)
- április 11. – Kid Nichols, amerikai baseballjátékos és edző, National Baseball Hall of Fame and Museum tag (* 1869)
- május 17. – Hirsch Elemér, román válogatott labdarúgó, fedezet, edző, műkorcsolyázó (* 1895)
- május 19. – Sam Leever, World Series bajnok amerikai baseballjátékos (* 1871)
- május 27. – Jesse Burkett, Amerikai baseballjátékos, World Series bajnok edző, National Baseball Hall of Fame and Museum tag (* 1868)
- június 5. – Bill Tilden, US Open, Wimbledon és Roland Garros bajnok amerikai teniszező, International Tennis Hall of Fame-tag (* 1893
- június 18. – Thomas Thorstensen, olimpiai bajnok és olimpiai ezüstérmes norvég tornász (* 1880)
- augusztus 11. – Tazio Nuvolari, olasz autóversenyző (* 1892)
- augusztus 13. – Nagy Géza, kétszeres sakkolimpiai bajnok, magyar bajnok sakknagymester (* 1892)
- augusztus 28. – Alfred Jäck, svájci válogatott labdarúgó (* 1911)
- szeptember 3. – Jack Pfiester, World Series bajnok amerikai baseballjátékos (* 1878)
- szeptember 14. – Charles Dieges, amerikai kötélhúzó, olimpikon (* 1865)
- szeptember 26. – Bill Cunningham, World Series bajnok amerikai baseballjátékos (* 1894)
- szeptember 28. – Charles Chadwick, amerikai atléta és kötélhúzó (* 1874)
- szeptember 29. – Lefty Tyler, World Series bajnok amerikai baseballjátékos (* 1889)
- október 11. – Henri Couttet, francia jégkorongozó, olimpikon (* 1901)
- november 24. – Heinrich Tibor, magyar jégkorongozó, vitorlázó (* 1898)
- december 13. – Klondike Douglass, amerikai baseballjátékos (* 1872)
- december 15. – Ed Barrow, World Series bajnok amerikai baseballmenedzser és elnök, National Baseball Hall of Fame and Museum tag (* 1868)
- december 24. – Pinch Thomas, World Series bajnok amerikai baseballjátékos (* 1888)